# Philodromus pali
Philodromus pali es una especie de araña cangrejo del género Philodromus, familia Philodromidae. Fue descrita científicamente por Gajbe & Gajbe en 2001.

## Distribución
Esta especie se encuentra en India.